# Itaqui Airport
Itaqui Airport är en flygplats i Brasilien.   Den ligger i kommunen Itaqui och delstaten Rio Grande do Sul, i den södra delen av landet, 1 700 km sydväst om huvudstaden Brasília. Itaqui Airport ligger 72 meter över havet.
Terrängen runt Itaqui Airport är platt. Närmaste större samhälle är Itaqui, 5,5 km norr om Itaqui Airport.
Trakten runt Itaqui Airport består till största delen av jordbruksmark. Runt Itaqui Airport är det glesbefolkat, med 17 invånare per kvadratkilometer.